# Torneo Uncaf Sub-17 de 2006
El Torneo Uncaf Sub-17 de 2006 fue un torneo que reunió a seis países centroamericanos con sede en Nicaragua. Fue la primera edición de dicho torneo.

## Equipos participantes
| Equipos participantes | Equipos participantes | Equipos participantes |
| --------------------- | --------------------- | --------------------- |
| Costa Rica            | Guatemala             | Nicaragua             |
| Panamá                | Honduras              | El Salvador           |

## Desarrollo

### Tabla de posiciones
| Pos. | Selección   | Pts. | PJ | PG | PE | PP | GF | GC |
| ---- | ----------- | ---- | -- | -- | -- | -- | -- | -- |
| 1.   | Costa Rica  | 10   | 5  | 3  | 1  | 1  | 8  | 3  |
| 2.   | El Salvador | 9    | 5  | 3  | 0  | 2  | 8  | 2  |
| 3.   | Guatemala   | 8    | 5  | 2  | 2  | 1  | 5  | 5  |
| 4.   | Panamá      | 6    | 5  | 1  | 3  | 1  | 2  | 3  |
| 5.   | Honduras    | 4    | 5  | 0  | 4  | 1  | 4  | 5  |
| 6.   | Nicaragua   | 2    | 5  | 0  | 2  | 3  | 2  | 8  |

| Fecha                 | Lugar    |             |                        | Resultado |                        |             |
| --------------------- | -------- | ----------- | ---------------------- | --------- | ---------------------- | ----------- |
| 13 de febrero de 2006 | Diriamba | Guatemala   | Bandera de Guatemala   | 0:3       | Bandera de El Salvador | El Salvador |
| 13 de febrero de 2006 | Diriamba | Costa Rica  | Bandera de Costa Rica  | 2:1       | Bandera de Panamá      | Panamá      |
| 14 de febrero de 2006 | Diriamba | Nicaragua   | Bandera de Nicaragua   | 1:1       | Bandera de Honduras    | Honduras    |
| 14 de febrero de 2006 | Diriamba | El Salvador | Bandera de El Salvador | 1:0       | Bandera de Honduras    | Honduras    |
| 14 de febrero de 2006 | Diriamba | Panamá      | Bandera de Panamá      | 0:0       | Bandera de Guatemala   | Guatemala   |
| 14 de febrero de 2006 | Diriamba | Nicaragua   | Bandera de Nicaragua   | 0:4       | Bandera de Costa Rica  | Costa Rica  |
| 15 de febrero de 2006 | Diriamba | Panamá      | Bandera de Panamá      | 0:0       | Bandera de Honduras    | Honduras    |
| 15 de febrero de 2006 | Diriamba | Guatemala   | Bandera de Guatemala   | 1:0       | Bandera de Costa Rica  | Costa Rica  |
| 15 de febrero de 2006 | Diriamba | Nicaragua   | Bandera de Nicaragua   | 0:4       | Bandera de El Salvador | El Salvador |
| 17 de febrero de 2006 | Diriamba | Honduras    | Bandera de Honduras    | 2:2       | Bandera de Guatemala   | Guatemala   |
| 17 de febrero de 2006 | Diriamba | El Salvador | Bandera de El Salvador | 0:1       | Bandera de Costa Rica  | Costa Rica  |
| 17 de febrero de 2006 | Diriamba | Nicaragua   | Bandera de Nicaragua   | 1:1       | Bandera de Panamá      | Panamá      |
| 18 de febrero de 2006 | Diriamba | Panamá      | Bandera de Panamá      | 1:0       | Bandera de El Salvador | El Salvador |
| 18 de febrero de 2006 | Diriamba | Costa Rica  | Bandera de Costa Rica  | 1:1       | Bandera de Honduras    | Honduras    |
| 18 de febrero de 2006 | Diriamba | Nicaragua   | Bandera de Nicaragua   | 0:2       | Bandera de Guatemala   | Guatemala   |

## Estadísticas

### Goleadores
| Jugador                | Selección   | Goles |
| ---------------------- | ----------- | ----- |
| Marco Ureña            | Costa Rica  | 3     |
| William Maldonado      | El Salvador | 3     |
| Ángelo Padilla         | Guatemala   | 3     |
| Jorge Alejandro Castro | Costa Rica  | 2     |
| Luis Quintanilla       | El Salvador | 2     |
| Daniel Reyes Avellán   | Nicaragua   | 2     |
| Roger Rojas            | Nicaragua   | 2     |
| Alberto Quesada        | Panamá      | 1     |
| Christian Valencia     | El Salvador | 1     |
| David Aroche           | Guatemala   | 1     |
| Herbert Sosa           | El Salvador | 1     |
| José Figueroa          | Guatemala   | 1     |
| Diego Brenes           | Costa Rica  | 1     |
| Jessy Peralta          | Costa Rica  | 1     |
| Xavier Flores          | El Salvador | 1     |
| Javier de la rosa      | Panamá      | 1     |
| Julio Ibarra           | Costa Rica  | 1     |
| Santos Vanegas         | Honduras    | 1     |
| Armando Polo           | Panamá      | 1     |
| Erick Zepeda           | Honduras    | 1     |